# 康橋之家
康橋之家是一家香港已經結束營業的私營殘疾人士院舍，原位於新界葵涌葵興禾塘咀路109-113號萬成大廈。康橋之家於1997年由張健華與朋友合資開設，主要收容智障人士。院舍被傳媒揭發在8個月內有6名院友離奇死亡，院長張健華更曾涉及多宗性侵犯女院友事件。

## 事件

### 張健華涉及多宗性侵院友事件
康橋之家院長張健華因涉於2002年至2004年在康橋之家非禮兩名智障女院友，於2004年被起訴。但由於兩名智障的事主證供矛盾，法庭基於寧縱毋枉的原則，裁定張健華無罪。2014年，張健華疑與其院舍內的一名21歲的智障女院友非法性交再被控，女院友在錄影會面中提到，張用陰莖插入其私處，警方另在辦公室內的垃圾桶，找到6張紙巾，當中的精液染有張健華及該女院友的DNA。2016年，因智障的事主被評定患有創傷後壓力症，無法出庭作供，控方無奈撤控。。無法出庭作供的女院友，於2018年由其母代表入稟區院，民事控告張健華和涉事公司並提出索償。2024年3月，法官裁定張健華及營辦「康橋之家」的康橋護理服務公司，需賠償約119.4萬元，其中張健華須賠償約83.6萬元，康橋護理服務公司須賠償約35.8萬元。

### 張健華被永遠註銷社會工作者註冊
2018年3月22日，社會工作者註冊局於報章發表紀律制裁命令，指張健華在2014年8月10日中午，在康橋之家的寫字樓內，在院友X小姐不同意的情況下，性侵犯X小姐並使其受創傷。社會工作者註冊局紀律委員會認為，張健華作為社工及智障人士院舍的負責人，竟利用職權，安排單獨與智障的女受害人單獨會面，更涉性接觸，嚴重觸犯道德底線及給受害人帶來巨大傷害，已不適合擔任社會工作者一職，故決定永遠註銷張健華的社工註冊。

### 張健華被裁定五項非禮視障女童罪罪成
2019年，56歲的張健華因涉嫌三十多年前的非禮女童案被控。他被控五度非禮在同一視障學校就讀的一名視障女童X。控罪包括：於1982至1983年，在校內圖書館及6樓梯間非禮當時約9歲的女童X；1985年5月1日至1986年7月29日，在學校康樂室非禮女童X；於1986年7月31日至8月1日，在烏溪沙夏令營宿舍活動時，藉詞教游泳而伸手入女童X泳衣摸胸撩陰，離營前又把X拉入淋浴間，迎面攬著X的肩頸位及壓向對方私處。2019年5月16日，被法庭裁定張健華5項非禮罪全部罪成。同年6月6日，張健華被判囚33個月。 2020年10月21日，上訴庭認為張健華的定罪穩妥，即日駁回他的上訴申請。

### 8個月內6名院友離奇死亡
2016年10月，傳媒《香港01》追查下，發現康橋之家在短短8個月內，已出現6宗院友離奇死亡事件，當中包括：
- 一名14歲自閉童於院舍內開窗跳樓死亡；
- 一名有唐氏綜合症及沒有牙齒的女院友，因被義工餵食麻糬而令她鯁噎致死；
- 一名梁姓男院友，平日亦需要食用刻意切碎的餐點，因誤食正常飯餐而鯁噎致死；
- 一名約40歲的黃姓精神病男院友，在床上以皮帶箍頸自殺而死；
- 兩名患唐氏綜合症的王姓院友兄弟先後死亡，兄長因傷口發炎，因保健員從來不替他護理，因併發症致死；其弟不久亦因病而死，具體死因不明。[9]

## 資料來源
1. 1 2  林樂兒. . 香港01. 2019-05-16  [2024-12-25] （中文（香港））.
2. ↑  . 法庭線. 2024-12-20  [2024-12-25] （中文（香港））.
3. ↑  . 東網. 2024-03-27  [2024-12-25]. （原始内容存档于2024-03-27） （中文（香港））.
4. ↑  朱棨新. . 香港01. 2024-12-20  [2024-12-25] （中文（香港））.
5. ↑  陳淑霞、勞顯亮. . 香港01. 2018-03-22  [2024-12-25] （中文（香港））.
6. ↑  林樂兒. . 香港01. 2019-05-16  [2024-12-25] （中文（香港））.
7. ↑  林樂兒. . 香港01. 2019-06-06  [2024-12-25] （中文（香港））.
8. ↑  李慧娜. . 香港01. 2020-10-21  [2024-12-25] （中文（香港））.
9. ↑  龍婉琪. . 香港01. 2016-10-21  [2024-12-25] （中文（香港））.